# Sionstoner
Sionstoner var Evangeliska Fosterlands-Stiftelsens (EFS) sångbok från 1889 fram till 1986, då den ersattes med 1986 års psalmbok samt ett tillägg på 100 äldre och nyare psalmer.
Ursprungligen var titeln Sångbok för den kristiliga andakten, men redan samma år ändrades titeln till Sionstoner: Sångbok för den kristliga andakten. Av förorden i de äldsta utgåvorna framgår att en diskussion pågick mellan olika samfund, om vilket samfund som hade upphovsrätt och därmed rätt att ge ut en sångtext för allmän sång i församlingarna. Ofta anges inte författares namn, utan sångsamlingen ur vilken en text har hämtats. Förkortningar för sådana källor är Ahnf. = Ahnfelts sånger av Oscar Ahnfelt, Hemlt. = Hemlandstoner, Missionsf. = Svenska Missionsförbundets sångbok, Sionst. för tidigare versioner av Sionstoner, Sv. ps. = Den svenska psalmboken, Sönd. = Stockholms söndagsskolförenings sångbok (1882) och Ungdomst. = Ungdomstoner med flera förkortningar på förlag eller särskilda sångsamlingar i direkt anslutning till enskilda sångtexter. 
Genom åren blev det flera reviderade upplagor, främst:
- Sionstoner (1889), som omtrycktes flera gånger och psalmerna nummer 1–550 benämndes Första samlingen medan nummer 551–800 kallades Andra samlingen. Samlingarna sammanbands flera gånger och utgavs då med alla 800 psalmerna, varav många var hämtade från 1819 års psalmbok.
- Sionstoner (1935)
- Sionstoner (1972)

### Fotnoter
1. ↑  ”Sionstoner”. Nationalencyklopedin. http://www.ne.se/uppslagsverk/encyklopedi/l%C3%A5ng/sionstoner. Läst 15
 oktober 2017.